# Unterseeboot UC-59
Pour les autres navires du même nom, voir Unterseeboot 59.
L'Unterseeboot UC-59 est un sous-marin (U-Boot) mouilleur de mines allemand de type UC II utilisé par la Kaiserliche Marine pendant la Première Guerre mondiale. Le U-boot a été commandé le 12 janvier 1916, mis sur cale le 25 mars 1916 et lancé le 28 septembre 1916. Il a été mis en service dans la marine impériale allemande le 12 mai 1917 sous le nom de UC-59. En neuf patrouilles, l'UC-59 a coulé huit navires, soit par ses torpilles, soit par les mines qu’il a posées. L'UC-59 s’est rendu le 21 novembre 1918 et a été démantelé à Bo'ness en 1919-1920

## Conception
Sous-marin de type UC II, l'UC-59 avait un déplacement de 415 tonnes en surface et de 498 tonnes en plongée. Il avait une longueur hors tout de 50,52 m, un maître-bau de 5,22 m et un tirant d'eau de 3,61 m. Le sous-marin était propulsé par deux moteurs diesel 6 cylindres à quatre temps produisant chacun 290 à 300 ch (210 à 220 kW), soit un total de 590 à 600 ch (430 à 440 kW), et par deux moteurs électriques produisant 620 ch (460 kW), actionnant deux arbres d’hélice.
Le sous-marin avait une vitesse maximale de 11,6 nœuds (21,5 km/h) en surface et de 7,3 nœuds (13,5 km/h) en immersion. Son autonomie était de de 8660 à 9450 milles marins (16040 à 17500 km) à 7 nœuds (13 km/h) en surface, et de 52 milles marins (96 km) à 4 nœuds (7,4 km/h) en immersion. Il lui fallait 48 secondes pour plonger, et il était capable d’opérer à une profondeur maximale de 50 mètres.
L'UC-59 était équipé de trois tubes lance-torpilles de 500 mm, un à l’arrière et deux à l’avant, avec sept torpilles, et d’un canon de pont de 8,8 cm SK L/30. Mais son arme principale était ses six puits de mine de 1000 mm portant dix-huit mines UC 200. Son effectif était de vingt-six membres d’équipage.

## Affectations
- Flottille de la Baltique : du 21 juillet au 11 décembre 1917
- I Flottille : du 11 décembre 1917 au 11 novembre 1918

## Commandants
- Kapitänleutnant Herbert Lefholz : du 12 mai 1917 au 26 avril 1918
- Oberleutnant zur See Walter Strasser : du 27 avril au 11 novembre 1918

## Navires coulés
| Date            | Nom             | Nationalité            | Tonnage | Destin  |
| --------------- | --------------- | ---------------------- | ------- | ------- |
| 20 août 1917    | Ilja Muromets   | Marine impériale russe | 330     | Coulé   |
| 23 février 1918 | Remus           | United Kingdom         | 1079    | Coulé   |
| 28 juin 1918    | Elbjorg         | Norvège                | 523     | Coulé   |
| 29 juin 1918    | Drowning Thyra  | Danemark               | 430     | Coulé   |
| 29 juin 1918    | Ariadne         | Norvège                | 496     | Coulé   |
| 12 juillet 1918 | Margrete        | Danemark               | 1277    | Capturé |
| 21 août 1918    | Hecla           | Norvège                | 860     | Coulé   |
| 21 août 1918    | Loeke           | Norvège                | 319     | Coulé   |
| 24 août 1918    | Auckland Castle | United Kingdom         | 1084    | Coulé   |